# 안드스트룸 박물관
안드스트룸 박물관(네덜란드어: Museum aan de Stroom, MAS)은 벨기에 안트베르펜에 있는 미술관이다. 스헬더강 강변에 있다.